# Mihai Eminescu
Mihail Eminescu (Botoşani, 15 de Janeiro de 1850 — Bucareste, 15 de Junho de 1889) foi o mais importante e conhecido poeta da literatura romena. É o poeta nacional da Romênia e da República da Moldávia.

## Biografia
Nasceu em Botoşani, na região da Moldávia, onde passou sua infância, foi enviado depois para o ginásio de Cernăuţi (hoje parte da Bucovina ucraniana), de onde fugiu inúmeras vezes para seguir grupos de artistas ambulantes; em sua fuga mais espetacular foi até a Transilvânia. Com isso, não retornou mais ao ginásio e passou a levar uma vida de boêmio em Giurgiu e Bucareste. No entanto, seu pai encontrou-o em 1869 e mandou-o para Viena. Nesta cidade, Eminescu estudou filosofia e filologia sem, no entanto, obter qualquer diploma.
Seu nome de família era Eminovici, mas o escritor passou a se chamar Mihai Eminescu com o fim de romenizar seu nome, trocando o sufixo patronímico eslavo ici (ić) por um tipicamente romeno, escu.
Escreveu muito por essa época e graças a Iacob Negruzzi, publicou seus primeiros versos na revista Junimea. Foi por algum tempo ator, inspetor de escolas e bibliotecário em Iaşi, onde conheceu Veronica Micle, sua inspiradora, e seu grande amor.
Em 1872 foi para Berlim, onde seguiu os cursos de Dühring e Zeller, mas também desta vez não obteve o diploma de doutor em filosofia.
Em 1874 conseguiu em Iaşi um modesto emprego em um escritório. Mais tarde, em 1877, entrou para o jornal conservador Timpul, onde conseguiu exprimir suas ideias e desenvolver seu espírito de polemista.
Com perturbações mentais em 1883, foi curado em Viena. Voltou então para sua pátria e lá, com períodos de demência, acabou seus dias, vítima de uma síncope cardíaca.
Embora sua obra ainda não tenha sido totalmente publicada, grande parte dela foi traduzida para diversos idiomas. Eminescu exerceu influência decisiva sobre as posteriores promoções dos poetas da Romênia. Suas poesias filosóficas caracterizam-se por um profundo pessimismo, onde a influência de Schopenhauer é muito perceptível.

## Homenagem
O maior prémio de poesia da Roménia tem o seu nome e um valor pecuniário de 6 700 euros (30 000 RON). Os vencedores tornam-se cidadãos honorários de Botoşani, cidade natal de Eminescu.